# Ievànic
Ievànic o judeogrec (γεβανικά), va ser el dialecte dels romaniotes, el grup de jueus grecs l'existència dels quals està documentada a Grècia des del període hel·lenístic. El seu llinatge lingüístic es deriva del grec hel·lenístic (Ελληνική Κοινή) i inclou elements hebreus també. Va ser mútuament intel·ligible amb el grec de la població cristiana. Els romaniotes utilitzen l'alfabet hebreu per escriure textos grecs i ievànics.
El terme «Ievànic» és una creació artificial de Javán nom bíblic que fa referència als grecs i les terres que habitaven els grecs. El terme és una sobreextensió de la paraula grega Ionia (Jònia) dels grecs, aleshores, més orientals a tots els grecs.
Actualment no hi ha cap parlant natius del judeogrec, per les següents raons: 
- L'assimilació de les petites comunitats romaniotes dels més nombrosos de parla judeocastellà: els jueus Sefardites;
- L'emigració de molts dels romaniotes als Estats Units i Israel;
- L'assassinat de molts dels romaniotes durant l'Holocaust;
- L'adopció de les llengües majoritàries a través de l'assimilació.